# 最小作用量原理
在物理學裡， 作用量原理（英語：actions principle），或更精確地，平穩作用量原理（英語：stationary action principle），是一種變分原理，當應用於一個機械系統的作用量時，可以得到此機械系統的運動方程式。這原理的研究引導出經典力學的拉格朗日表述和哈密頓表述的發展。卡爾·雅可比特稱最小作用量原理為分析力學之母。
在現代物理學裏，這原理非常重要，在相對論、量子力學、量子場論裏，都有廣泛的用途。在現代數學裏，這原理是莫爾斯理論的研究焦點。本篇文章主要是在闡述最小作用量原理的歷史發展。關於數學描述、推導和實用方法，請參閱條目作用量。最小作用量原理有很多種例子，主要的例子是莫佩爾蒂原理（Maupertuis' principle）和哈密頓原理。
在最小作用量原理之前，有很多類似的點子出現於測量學和光學。古埃及的拉繩測量者在測量兩點之間的距離時，會將固定於這兩點的繩索拉緊，這樣，可以使間隔距離減少至最低值。托勒密在他的著作《地理學指南》（Geographia）第一册第二章裏強調，測量者必須對於直線路線的誤差做出適當的修正。古希臘數學家歐幾里得在《反射光學》（Catoptrica）裏表明，將光線照射於鏡子，則光線的反射路徑的入射角等於反射角。稍後，亞歷山卓的希羅證明這路徑的長度是最短的。

## 費馬的表述
1662年，皮埃爾·德·費馬提出費馬原理，又稱為「最短時間原理」：光線移動的路徑是需時最少的路徑。
費馬原理更正確的版本應是「平穩時間原理」。對於某些狀況，光線移動的路徑所需的時間可能不是最小值，而是最大值，或甚至是拐值。例如，對於平面鏡，任意兩點的反射路徑光程是最小值；對於半橢圓形鏡子，其兩個焦點的光線反射路徑不是唯一的，光程都一樣，是最大值，也是最小值；對於半圓形鏡子，其兩個端點Q、P的反射路徑光程是最大值；又如最右圖所示，對於由四分之一圓形鏡與平面鏡組合而成的鏡子，同樣這兩個點Q、P的反射路徑的光程是拐值。
假設，介質1、介質2的折射率分別為{\displaystyle n_{1}}、{\displaystyle n_{2}}，光線從介質1在點O移動進入介質2，則司乃耳定律以方程式表達為
{\displaystyle n_{1}\sin \theta _{1}=n_{2}\sin \theta _{2}}；
其中，{\displaystyle \theta _{1}}為入射角，{\displaystyle \theta _{2}}為折射角。

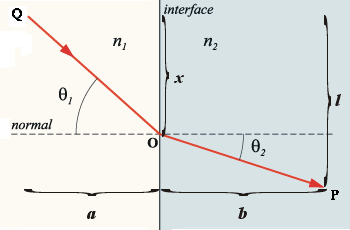
光線從介質1的點Q，在點O移動進入介質2，發生折射，最後抵達介質2的點P

從費馬原理，可以推導出司乃耳定律。通過設定光程對於時間的導數為零，可以找到「平穩路徑」，這就是光線移動的路徑。光線在介質1與介質2的速度分別為
{\displaystyle v_{1}=c/n_{1}}、
{\displaystyle v_{2}=c/n_{2}}；
其中，{\displaystyle c}是真空光速。
由於介質會減緩光線的速度，折射率{\displaystyle n_{1}}和{\displaystyle n_{2}}都大於{\displaystyle 1}。
如右圖所示，從點Q到點P的移動時間{\displaystyle T}為
{\displaystyle T={\frac {\sqrt {x^{2}+a^{2}}}{v_{1}}}+{\frac {\sqrt {b^{2}+(l-x)^{2}}}{v_{2}}}}。
根據費馬原理，光線移動的路徑是所需時間為極值的路徑，取移動時間{\displaystyle T}對變數{\displaystyle x}的導數，設定其為零：
{\displaystyle {\frac {dT}{dx}}={\frac {x}{v_{1}{\sqrt {x^{2}+a^{2}}}}}+{\frac {-(l-x)}{v_{2}{\sqrt {(l-x)^{2}+b^{2}}}}}=0}。
由圖中的邊角關係，可以得到移動速度與折射角的關係式：
{\displaystyle {\frac {dT}{dx}}={\frac {\sin \theta _{1}}{v_{1}}}-{\frac {\sin \theta _{2}}{v_{2}}}=0}。
將移動速度與折射率的關係式代入，就會得到司乃耳定律：
{\displaystyle n_{1}\sin \theta _{1}=n_{2}\sin \theta _{2}}。
費馬原理引發了極大的爭議。假若介質的密度越小，光線的移動速度越快，則費馬原理是正確的；但是，艾薩克·牛頓和勒內·笛卡兒都認為介質的密度越大，光線的移動速度就越快。1802年，托馬斯·楊做實驗發現，當光波從較低密度介質移動進入較高密度介质之後，光波的波長會變短，他因此推論光波的運動速度會降低。

## 莫佩爾蒂的表述
最小作用量原理應用於作用量的最初始表述，時常歸功於皮埃爾·莫佩爾蒂。於1744年和1746年，他寫出一些關於這方面的論文。但是，史學專家指出，這優先聲明並不明確。萊昂哈德·歐拉在他的1744年論文裏就已談到這原理。還有一些考據顯示出，在1705年，戈特弗里德·萊布尼茨就已經發現這原理了。
莫佩爾蒂發表的最小作用量原理闡明，對於所有的自然現象，作用量趨向於最小值。他定義一個運動中的物體的作用量為{\displaystyle A}，物體質量{\displaystyle m}、移動速度{\displaystyle v}與移動距離{\displaystyle s}的乘積：
{\displaystyle A=mvs}
莫佩爾蒂又從宇宙論的觀點來論述，最小作用量好像是一種經濟原理。在經濟學裏，大概就是精省資源的意思。這論述的瑕疵是，並沒有任何理由，能夠解釋，為什麼作用量趨向最小值，而不是最大值。假若，我們解釋最小作用量為大自然的精省資源，那麼，我們又怎樣解釋最大作用量呢？

### 折射理論
於1744年，在巴黎科學院發表的一篇論文《幾種以前互不相容的自然定律的合一論》（Accord de plusieurs lois naturelles qui avaient paru jusqu'ici incompatibles）中，莫佩爾蒂提出，光折射的路徑，從一種介質到另一種介質，是作用量的最小值。按照這論點，如前圖，假設光線從折射率為{\displaystyle n_{1}}的介質1折射於折射率為{\displaystyle n_{2}}介質2，則作用量為
{\displaystyle A=m\left(v_{1}{\sqrt {x^{2}+a^{2}}}+v_{2}{\sqrt {b^{2}+(l-x)^{2}}}\right)}；
其中，{\displaystyle m}是光線的質量。雖然光線並沒有質量，這變量對於結果沒有任何影響，可以被忽略。
取作用量對於變數{\displaystyle x}的導數，設定為零，經過一些運算，可以得到
{\displaystyle v_{1}\sin \theta _{1}=v_{2}\sin \theta _{2}}。
請注意，這結果與牛頓的光粒子理論相符合；但是，與費馬得到的結果南轅北轍，大不相同。

### 非彈性碰撞
1747年，莫佩爾蒂在柏林科學院（Academy of Berlin）發表了論文《運動與靜止定律》（Loix du mouvement et du repos）。在這篇論文裏，他將碰撞分為兩種，彈性碰撞與非彈性碰撞。彈性碰撞遵守動量守恆和能量守恆；非彈性碰撞只遵守動量守恆。莫佩爾蒂可以將最小作用量原理應用於彈性碰撞與非彈性碰撞，正確地計算出碰撞後的物體的速度。
思考一個一維非彈性碰撞，假設兩個質量分別為{\displaystyle m_{1}}和{\displaystyle m_{2}}的物體O1和物體O2，分別以初始速度{\displaystyle v_{1}}和{\displaystyle v_{2}}朝著同一方向移動，而且，{\displaystyle v_{1}>v_{2}}，物體O1緊追著物體O2。當兩物體發生非彈性碰撞後，結合成為物體O3，以終結速度{\displaystyle v_{3}}移動。從固定於物體O3的參考系觀察，物體O1和物體O2的速度分別為{\displaystyle v_{1}-v_{3}}和{\displaystyle v_{2}-v_{3}}。所以，作用量為
{\displaystyle A=m_{1}(v_{1}-v_{3})^{2}t+m_{2}(v_{2}-v_{3})^{2}t}；
其中，{\displaystyle t}是時間。
取作用量對於變數{\displaystyle v_{3}}的導數，設定為零，經過一些運算，可以得到
{\displaystyle m_{1}(v_{1}-v_{3})+m_{2}(v_{2}-v_{3})=0}。
所以，最終速度為
{\displaystyle v_{3}={\frac {m_{1}v_{1}+m_{2}v_{2}}{m_{1}+m_{2}}}}。
請注意，按照這種設定參考系的方法，前面折射問題的光折射作用量應該是
{\displaystyle A=m(v_{1}-v_{2}){\sqrt {x^{2}+a^{2}}}}。
還有，前面光折射作用量的距離參數是任意值，但是，非彈性碰撞作用量的碰撞前距離參數與碰撞後距離參數被設定為相等。
由於這些不一致之處，促使恩斯特·馬赫嚴厲批評，莫佩爾蒂的最小作用量原理只是一個模糊不清的概念，勉強地被用來解釋各種不同的物理現象。

## 歐拉的表述
1744年，萊昂哈德·歐拉在論文《尋找具有極大值或極小值性質的曲線，等周問題的最廣義解答》裏，以非常清楚的字句，給出最小作用量原理的定義：
設定一個質量為{\displaystyle M}，速度為{\displaystyle v}的粒子移動無窮小距離{\displaystyle ds}。這粒子的動量為{\displaystyle Mv}，當乘以無窮小距離{\displaystyle \mathrm {d} s}時，會給出{\displaystyle Mv\,\mathrm {d} s}，粒子的動量積分於無窮小距離{\displaystyle \mathrm {d} s}。現在，我宣明，這移動粒子的真實軌道（在所有連結兩個端點的可能軌道之中）是{\displaystyle \int Mv\mathrm {d} s}為最小值的軌道，或者，假定質量是個常數，是{\displaystyle \int v\,\mathrm {d} s}為最小值的軌道。
如同歐拉所寫，{\displaystyle \int Mv\,\mathrm {d} s}是動量積分於移動路徑。採用現代術語，這積分等於簡略作用量{\displaystyle \int \mathbf {p} \cdot \,\mathrm {d} \mathbf {q} }；其中，{\displaystyle \mathbf {p} }是廣義動量，{\displaystyle \mathbf {q} }是廣義坐標。因此，在同一年，稍微比莫佩爾蒂晚一點，歐拉獨立地發表了，與莫佩爾蒂的理論等同的，關於變分原理的理論。歐拉並沒有爭奪優先榮譽。

### 直線運動
假設沒有任何作用力施加於這粒子，則這粒子以均勻速度移動：
{\displaystyle A=\int Mv\,\mathrm {d} s=Mvs}。
只有在軌道長度{\displaystyle s}為最小值時，才能得到作用量最小值。這軌道是一條直線。

### 拋物線運動
假設這移動於二維空間的粒子感受到均勻重力{\displaystyle \mathbf {F} =Mg{\hat {\mathbf {y} }}}，則根據活力定律（principle of vis viva），
{\displaystyle {\frac {1}{2}}Mv^{2}={\frac {1}{2}}Mv_{0}^{2}+Mgy}；
其中，{\displaystyle v}是瞬時速度，{\displaystyle v_{0}}是最初速度，{\displaystyle y}是粒子朝著y-軸移動的距離，{\displaystyle g}是加速度常數。
將這方程式代入作用量：
{\displaystyle A=\int Mv\,\mathrm {d} s=\int M{\sqrt {v_{0}^{2}+2gy}}\,\mathrm {d} s=\int M{\sqrt {v_{0}^{2}+2gy}}\,{\sqrt {1+\left({\frac {dx}{dy}}\right)^{2}}}\ dy}。
令{\displaystyle \delta A=0}，求作用量的穩定值，應用變分法，可以得到歐拉-拉格朗日方程式：
{\displaystyle {\cfrac {{\sqrt {v_{0}^{2}+2gy}}\left({\frac {dx}{dy}}\right)}{\sqrt {1+\left({\frac {dx}{dy}}\right)^{2}}}}=k_{1}}；
其中，{\displaystyle k_{1}}是積分常數。
重新編排，可以得到
{\displaystyle {\frac {dx}{dy}}={\cfrac {k_{1}}{\sqrt {v_{0}^{2}+2gy-k_{1}^{2}}}}}。
將這方程式積分，
{\displaystyle x={\frac {k_{1}}{g}}{\sqrt {v_{0}^{2}+2gy-k_{1}^{2}}}+k_{2}}；
其中，{\displaystyle k_{2}}是積分常數。
假設粒子的初始位置為{\displaystyle (0,0)}，初始速度為{\displaystyle (0,v_{0})}，則
{\displaystyle k_{1}=v_{0}}、
{\displaystyle k_{2}=0}、
{\displaystyle x={\sqrt {\frac {2v_{0}^{2}y}{g}}}}。
重新編排，可以看出這是拋物線方程式：
{\displaystyle y={\frac {g}{2v_{0}^{2}}}\ x^{2}}。
歐拉又將這結果推廣至一群粒子。他認為最小作用原理所以正確，是因為粒子的慣性試著阻抗任何關於狀態的改變，自由粒子會選擇遵循影響最小的作用力。

## 拉格朗日的表述
約瑟夫·拉格朗日對於變分法貢獻良多。拉格朗日在論文《分析力學》（Mecanique Analytique）裏，從能量守恆定律理論推導出歐拉表述的最小作用量原理是正確的。能量守恆定律以方程式表達為
{\displaystyle E=T+V}；
其中，{\displaystyle E}是總能量，{\displaystyle T}是動能，{\displaystyle V}為勢能。
勢能的變分為
{\displaystyle \delta V=\nabla V\cdot \delta \mathbf {r} } ;
其中，{\displaystyle \mathbf {r} }是粒子的位置，{\displaystyle \delta \mathbf {r} }是虛位移。
粒子感受到的作用力{\displaystyle \mathbf {F} }為勢能的負梯度。將牛頓第二定律帶入方程式，
{\displaystyle \delta V=-\mathbf {F} \cdot \delta \mathbf {r} =-M{\ddot {\mathbf {r} }}\cdot \delta \mathbf {r} =-M{\frac {\mathrm {d} }{\mathrm {d} t}}({\dot {\mathbf {r} }}\cdot \delta \mathbf {r} )+M{\dot {\mathbf {r} }}\cdot {\frac {\mathrm {d} }{\mathrm {d} t}}(\delta \mathbf {r} )}。
微分運算可以和變分運算對易：
{\displaystyle {\dot {\mathbf {r} }}\cdot {\frac {\mathrm {d} }{\mathrm {d} t}}(\delta \mathbf {r} )={\dot {\mathbf {r} }}\cdot \delta {\dot {\mathbf {r} }}=\mathbf {v} \cdot \delta \mathbf {v} ={\frac {1}{2}}\delta v^{2}}；
其中，{\displaystyle \mathbf {v} }是粒子的速度。
所以，勢能的變分為
{\displaystyle \delta V=-M{\frac {\mathrm {d} }{\mathrm {d} t}}({\dot {\mathbf {r} }}\cdot \delta \mathbf {r} )+{\frac {M}{2}}\delta v^{2}}。
動能的變分為
{\displaystyle \delta T={\frac {M}{2}}\delta v^{2}}。
總能量的變分為：
{\displaystyle \delta E=\delta T+\delta V=M\delta v^{2}-M{\frac {\mathrm {d} }{\mathrm {d} t}}({\dot {\mathbf {r} }}\cdot \delta \mathbf {r} )}；
總能量的積分的變分為
{\displaystyle \delta \int E\ \mathrm {d} t=\int M\delta (v^{2})\ \mathrm {d} t-\int M{\frac {\mathrm {d} }{\mathrm {d} t}}({\dot {\mathbf {r} }}\cdot \delta \mathbf {r} )\ \mathrm {d} t=\delta \int Mv^{2}\ \mathrm {d} t-M\int \mathrm {d} ({\dot {\mathbf {r} }}\cdot \delta \mathbf {r} )=\delta \int Mv\ \mathrm {d} s-M\int \mathrm {d} ({\dot {\mathbf {r} }}\cdot \delta \mathbf {r} )}；
其中，{\displaystyle \mathrm {d} s}是路徑長度。
設定路徑的兩個端點為固定不變，能量也守恆不變，則粒子移動的路徑的作用量是穩定值：
{\displaystyle \delta A=\delta \int Mv\ \mathrm {d} s=0}。

### 拉格朗日最小作用量原理
推廣至位形空間，拉格朗日最小作用量原理闡明，
{\displaystyle \delta A=\delta \int \sum _{i}p_{i}\mathrm {d} q_{i}=0}；
其中，{\displaystyle p_{i}}是廣義動量，{\displaystyle q_{i}}是廣義坐標。

### 歐拉-拉格朗日最小作用量原理
拉格朗日又注意到在作用量的方程式{\displaystyle A=\int Mv\,\mathrm {d} s}中， 
{\displaystyle \mathrm {d} s=v\,\mathrm {d} t}。
將這方程式代入作用量，可以看見被積分項目是動能項目：
{\displaystyle A=\int Mv^{2}\,\mathrm {d} t=\int 2T\,\mathrm {d} t}。
因此，作用量也可以表達為（忽略常數乘法因子）
{\displaystyle A=\int _{t_{i}}^{t_{f}}2T\,\mathrm {d} t}。
歐拉-拉格朗日最小作用量原理表明，描述粒子運動的作用量必定是穩定值：
{\displaystyle \delta A=\delta \int _{t_{i}}^{t_{f}}2T\,\mathrm {d} t=0}。
請特別注意，這方程式看起來簡易精緻，然而，隱藏在使用方面有很大的問題。歐拉的作用量積分於路徑；而這作用量積分於時間。變分法要求積分域兩端固定不變。雖然路徑兩端是固定值，轉換至時間，為了要滿足能量守恆，時間間隔的兩端可能不是固定值。亞可比因此批評拉格朗日的方法有瑕疵。後來，於1816年，奧淩迪·若立格（Olinde Rodrigues）想出新點子，將這時間作用量的變分詳細計算出來。

## 一般表述

随着系统演化，q在位形空间中描绘出一条路径（仅画出部分）。在系统环境（δq）发生微小变化时，系统走过的路径（红）具有静态作用（δS = 0）。

作用量记作{\displaystyle {\mathcal {S}}}，定义为时刻t1、t2之间拉格朗日量L的积分——是N广义坐标q = (q1, q2, ... , qN)的泛函，其中坐标是时间的函数，定义了系统的位形空间：
{\displaystyle \mathbf {q} :\mathbf {R} \to \mathbf {R} ^{N}}
{\displaystyle {\mathcal {S}}[\mathbf {q} ,t_{1},t_{2}]=\int _{t_{1}}^{t_{2}}L(\mathbf {q} (t),\mathbf {\dot {q}} (t),t)dt}
点表示时间导数，t是时间。
数学原理为
{\displaystyle \delta {\mathcal {S}}=0,}
其中δ是微小变化。换句话说就是：
常作用并不总是最小作用。:19-6它是有限维系统路径中足够短的有限段的最小原则。
在应用中，作用的陈述与定义结合在一起：
{\displaystyle \delta \int _{t_{1}}^{t_{2}}L(\mathbf {q} ,\mathbf {\dot {q}} ,t)dt=0.}
作用与拉格朗日量都包含了系统在所有时间的动力特性。“路径”是指系统在位形空间中画出的曲线，即以时间为参数的曲线q(t)（关于这一概念，另见参数方程）。

## 进一步发展

### 拉格朗日与哈密顿
约瑟夫·拉格朗日于1760年提出了变分法的大部分内容，并将其应用于动力学问题。在《动力分析》（1788）中，拉格朗日推导出了机械体的一般运动方程。威廉·哈密顿在1834、1835年将变分法应用于经典拉格朗日函数{\displaystyle L=T-V}得到了目前形式的欧拉-拉格朗日方程。

### 雅可比、莫尔斯和卡拉西奥多里
卡尔·雅可比于1842年解决了变分法是否总能找到最小值而非其他驻点（最大值或鞍点）的问题，他的大部分工作集中于二维曲面的测地线上。马斯顿·莫尔斯在1920年代到30年代首次给出了明确的一般性陈述，形成了莫尔斯理论。例如，莫尔斯证明了轨迹中共轭点数等于拉格朗日二次变分中负特征值的数量。康斯坦丁·卡拉西奥多里对欧拉-拉格朗日方程进行了非常优雅的推导，发表于1935年。

### 高斯与赫兹
其他经典力学的极值原理有高斯最小约束原理及其推论——赫兹最小曲率原理。

### 达朗贝尔
对于具有非完整约束的系统，哈密顿原理被达朗贝尔原理代替。这时，作用量{\displaystyle {\mathcal {S}}[\mathbf {q} ,t_{1},t_{2}]}被强加为只在符合约束的变化{\displaystyle \delta \mathbf {q} (t)}时静止。

## 表觀目的論
微分運動方程式數學等價於其對應的積分運動方程式，這具有很重要的哲學意義。微分方程式描述局部於空間的一點或單獨時間的片刻。舉例而言，牛頓第二定律{\displaystyle \mathbf {F} =m\mathbf {a} }解釋為瞬時作用力{\displaystyle \mathbf {F} }施加於質量為{\displaystyle m}的粒子會造成瞬時加速度為{\displaystyle \mathbf {a} }的運動。明顯對比地，作用量原理不會局部於一點，而牽涉到積分於一段時間間隔或一個空間的局域。更重要地，通常在經典作用量原理的表述裏，系統的初始狀態和終結狀態是固定不變的，也就是說，
設定一個移動粒子開始於位置{\displaystyle x_{1}}、時間{\displaystyle t_{1}}，結束於位置{\displaystyle x_{2}}、時間{\displaystyle t_{2}}，連接這兩個端點的物理軌道是作用量積分的平穩值。
特別地針對這程序，終結狀態的固定動作似乎額外地賦予了作用量原理一些目的論的特色。在物理學史裏，這特色不經意地製造出很多激烈的爭論。

## 參閱
- 變分法
- 活力 (物理)（vis viva）
- 高斯最小約束原理（Gauss' principle of least constraint）
- 赫茲最小曲率原理（Hertz's principle of least curvature）
- 雅可比原理（Jacobi's principle）